# TV Brasil Internacional
TV Brasil Internacional é uma rede de televisão brasileira, pertencente à Empresa Brasil de Comunicação (EBC), inaugurada no dia 24 de Maio de 2010. As primeiras transmissões da TV Brasil Internacional foram direcionadas a 49 países da África, buscando alcançar, sobretudo, os Países Africanos de Língua Oficial Portuguesa (PALOP). A TV Brasil Internacional (TVBI) oferece programação para mais de 3 milhões de brasileiros que vivem no exterior.
Sua programação, inteiramente em língua portuguesa, já foi composta por produções próprias, como os programas Brasileiros No Mundo e Conexão Internacional, além de contar com conteúdos veiculados pela TV Brasil e produções disponibilizadas por emissoras parceiras de outros países. O ex-presidente Luiz Inácio Lula da Silva disse que o canal tem o objetivo de "apresentar o Brasil para o mundo".

## Gestão
A administração da TV Brasil Internacional está submetida à Empresa Brasil de Comunicação (EBC). Em sua versão inicial, era prevista a existência de um Diretor-Presidente, indicado através do Presidente da República, além da presença de um conselho fiscal e de um conselho de administração. O objetivo era que a sociedade fosse capaz de interferir na gestão e na política editorial da emissora. Com a chegada de Michel Temer à presidência do Brasil, o conselho curador foi extinto e em seu lugar foi inserido o Comitê Editorial e de Programação. O comitê é composto por membros indicados por entidades representativas da sociedade mediante lista tríplice, e designados pelo Presidente da República. Atualmente, o Comitê Editorial e de Programação não possui força legal para interferir na gestão da empresa. O Chefe do Executivo Federal também possui o poder de nomear e exonerar, sem aprovação do Senado, o presidente da EBC.

## Financiamento
Os recursos que financiam a EBC são oriundos do Tesouro Nacional, podendo, ainda, ser provenientes do licenciamento de produtos, de doações feitas por pessoas físicas ou jurídicas, da publicidade institucional, das leis de incentivo à cultura, bem como qualquer outra fonte desde que os princípios definidos para a radiodifusão pública não sejam comprometidos. A quantia destinada à TV Brasil Internacional é definida através da EBC e já chegou a 6 milhões de reais. Apesar disso, esse orçamento sofreu cortes e, hoje, os recursos do canal se restringem às folhas de pagamento da equipe de programação.